# Заклинателят: Господство
„Заклинателят: Господство“ (на английски: Dominion: Prequel to the Exorcist) е американски свръхестествен филм на ужасите от 2005 г. Алтернативна и първоначална предистория на Заклинателят.

## Сюжет
Внимание:  Текстът по-долу разкрива сюжета на произведението (или части от него)!
Много години преди събитията от Заклинателят, младият отец Ланкастър Мерин пътува за Източна Африка. Мерин се посвещава на историята и археологията и опитва да се пребори с разбитата си вяра. Той е преследван от споменът за малко село в окупирана Нидерландия през Втората световна война, където служи като енорийски свещеник. Накрая на войната, садистичен нацистки командир от SS, принуждава Мерин да избере хора от селото, които да бъдат екзекутирани, за да не бъде опожарено цялото село в знак на отмъщение за убит германски войник. Той се среща с екип археолози, които се опитват да изкопаят църква, за която се смята, че е погребана от векове. В началото Мерин не вярва, че свръхестествени сили са замесени и им помага. Последствията от това водят до среща с Пазузу, същият демон посочен в Заклинателят.

## Актьорски състав
- Стелан Скарсгорд – отец Ланкастър Мерин
- Гейбриъл Ман – отец Франсис
- Клара Белар – Рейчъл Лесно
- Били Кроуфърд – Чече
- Ралф Браун – сержант Мейджър